# Trimuricea caledonica
Trimuricea caledonica är en korallart som beskrevs av Manfred Grasshoff 1999. Trimuricea caledonica ingår i släktet Trimuricea och familjen Plexauridae. Inga underarter finns listade i Catalogue of Life.